# Olympische Jugend-Winterspiele 2020/Teilnehmer (Neuseeland)
| Gelbes Symbol für Goldmedaillen mit stilisierten Olympischen Ringen | Graues Symbol für Silbermedaillen mit stilisierten Olympischen Ringen | Braundes Symbol für Bronzemedaillen mit stilisierten Olympischen Ringen |
| ------------------------------------------------------------------- | --------------------------------------------------------------------- | ----------------------------------------------------------------------- |
| —                                                                   | —                                                                     | 1                                                                       |

Neuseeland nahm an den Olympischen Jugend-Winterspielen 2020 in Lausanne mit 20 Athleten (13 Jungen und 7 Mädchen) in neun Sportarten teil.

## Medaillen

### Medaillenspiegel
| Rang   | Sportart         | Gold | Silber | Bronze | Gesamt |
| ------ | ---------------- | ---- | ------ | ------ | ------ |
| 1      | Freestyle-Skiing | —    | —      | 1      | 1      |
| Gesamt | Gesamt           | 2    | 3      | 6      | 11     |

### Medaillengewinner
| Name/n                   | Sportart         | Wettkampf           |
| ------------------------ | ---------------- | ------------------- |
| Gold                     |                  |                     |
| Katya BlongKatya Blong 1 | Eishockey        | 3×3 Turnier Mädchen |
| Bronze                   |                  |                     |
| Luca Harrington          | Freestyle-Skiing | Halfpipe            |
| Axel Ruski-Jones 1       | Eishockey        | 3×3 Turnier Jungen  |
| Ethan De Rose 1          | Shorttrack       | Teamstaffel         |

## Teilnehmer nach Sportarten

### Biathlon
| Athleten        | Wettbewerbe   | Zeit        | Fehler      | Rang |
| --------------- | ------------- | ----------- | ----------- | ---- |
| Jungen          |               |             |             |      |
| Campbell Wright | 7,5 km Sprint | 19:45,1 min | 1 (1+0)     | 4    |
| Campbell Wright | 12 km Einzel  | 35:20,9 min | 4 (0+1+3+0) | 6    |

### Curling
| Wettbewerb      | Mixed-Team                                                              |
| --------------- | ----------------------------------------------------------------------- |
| Athleten        | Hunter Walker Lucy Neilson William Becker Zoe Harman                    |
| Vorrunde        | Slowenien 8:4 Frankreich 6:4 Türkei 7:6 Norwegen 6:5 Großbritannien 7:9 |
| Viertelfinale   | Deutschland 7:4                                                         |
| Halbfinale      | Japan 4:8                                                               |
| Spiel um Bronze | Russland 4:8                                                            |
| Platzierung     | 4                                                                       |

Im Mixed-Doppel, kam der Partner immer aus einem anderen Land, somit spielten nur gemischte Mannschaften in diesem Wettbewerb mit.
| Athleten                           | Wettbewerb   | 1. Runde                    | 1. Runde | 2. Runde                       | 2. Runde      | 3. Runde                       | 3. Runde      | 4. Runde      | 4. Runde      | Halbfinale    | Halbfinale    | Finale/Platz 3 | Finale/Platz 3 | Rang |
| Athleten                           | Wettbewerb   | Gegner                      | Erg      | Gegner                         | Erg           | Gegner                         | Erg           | Gegner        | Erg           | Gegner        | Erg           | Gegner         | Erg            | Rang |
| ---------------------------------- | ------------ | --------------------------- | -------- | ------------------------------ | ------------- | ------------------------------ | ------------- | ------------- | ------------- | ------------- | ------------- | -------------- | -------------- | ---- |
| Mixed                              |              |                             |          |                                |               |                                |               |               |               |               |               |                |                |      |
| Lucy Neilson Henry Grünberg        | Mixed Doppel | Berfin Şengül Olle Moberg   | 3:7      | ausgeschieden                  | ausgeschieden | ausgeschieden                  | ausgeschieden | ausgeschieden | ausgeschieden | ausgeschieden | ausgeschieden | ausgeschieden  | ausgeschieden  | 25   |
| Anna Lasmane William Becker        | Mixed Doppel | Malin Da Ros Ethan Hebert   | 10:4     | Marta Lo Deserto Aleix Raubert | 8:7           | Chana Beitone Nikolai Lyssakow | 5:10          | ausgeschieden | ausgeschieden | ausgeschieden | ausgeschieden | ausgeschieden  | ausgeschieden  | 7    |
| Zoe Harman Merlin Gros-Soubzmaigne | Mixed Doppel | Monika Wosińska Zhang Likun | 2:8      | ausgeschieden                  | ausgeschieden | ausgeschieden                  | ausgeschieden | ausgeschieden | ausgeschieden | ausgeschieden | ausgeschieden | ausgeschieden  | ausgeschieden  | 25   |
| Leticia Cid Hunter Walker          | Mixed Doppel | Emily Deschenes Oriol Gastó | 9:10     | ausgeschieden                  | ausgeschieden | ausgeschieden                  | ausgeschieden | ausgeschieden | ausgeschieden | ausgeschieden | ausgeschieden | ausgeschieden  | ausgeschieden  | 25   |

### Eishockey
Im 3×3 Eishockey spielten die Athleten in gemischten Mannschaften.
| Mannschaft    | Athleten | Vorrunde       | Vorrunde | Halbfinale     | Halbfinale    | Finale/Spiel um Bronze          | Finale/Spiel um Bronze | Rang   |
| Mannschaft    | Athleten | Gegner         | Ergebnis | Gegner         | Ergebnis      | Gegner                          | Ergebnis               | Rang   |
| ------------- | --- | -------------- | -------- | -------------- | ------------- | ------------------------------- | ---------------------- | ------ |
| Jungen        | |                |          |                |               |                                 |                        |        |
| _ Team Blau   | Chen Chih-yuan Jakub Trzebunia Caleb Chapman Ziya Efe Güçlü Hong Seung-woo Daniel Assavolyuk Joris Valčiukas Riley Langille Cater Hamill Konrad Kudeviita Simone Terraneo Oliver Thestrup Hansen Issa Otsuka   | _ Team Grau    | 8:9      | ausgeschieden  | ausgeschieden | ausgeschieden                   | ausgeschieden          | 8      |
| _ Team Blau   | Chen Chih-yuan Jakub Trzebunia Caleb Chapman Ziya Efe Güçlü Hong Seung-woo Daniel Assavolyuk Joris Valčiukas Riley Langille Cater Hamill Konrad Kudeviita Simone Terraneo Oliver Thestrup Hansen Issa Otsuka   | _ Team Orange  | 1:12     | ausgeschieden  | ausgeschieden | ausgeschieden                   | ausgeschieden          | 8      |
| _ Team Blau   | Chen Chih-yuan Jakub Trzebunia Caleb Chapman Ziya Efe Güçlü Hong Seung-woo Daniel Assavolyuk Joris Valčiukas Riley Langille Cater Hamill Konrad Kudeviita Simone Terraneo Oliver Thestrup Hansen Issa Otsuka   | _ Team Schwarz | 8:14     | ausgeschieden  | ausgeschieden | ausgeschieden                   | ausgeschieden          | 8      |
| _ Team Blau   | Chen Chih-yuan Jakub Trzebunia Caleb Chapman Ziya Efe Güçlü Hong Seung-woo Daniel Assavolyuk Joris Valčiukas Riley Langille Cater Hamill Konrad Kudeviita Simone Terraneo Oliver Thestrup Hansen Issa Otsuka   | _ Team Grün    | 6:11     | ausgeschieden  | ausgeschieden | ausgeschieden                   | ausgeschieden          | 8      |
| _ Team Blau   | Chen Chih-yuan Jakub Trzebunia Caleb Chapman Ziya Efe Güçlü Hong Seung-woo Daniel Assavolyuk Joris Valčiukas Riley Langille Cater Hamill Konrad Kudeviita Simone Terraneo Oliver Thestrup Hansen Issa Otsuka   | _ Team Gelb    | 8:13     | ausgeschieden  | ausgeschieden | ausgeschieden                   | ausgeschieden          | 8      |
| _ Team Blau   | Chen Chih-yuan Jakub Trzebunia Caleb Chapman Ziya Efe Güçlü Hong Seung-woo Daniel Assavolyuk Joris Valčiukas Riley Langille Cater Hamill Konrad Kudeviita Simone Terraneo Oliver Thestrup Hansen Issa Otsuka   | _ Team Braun   | 2:14     | ausgeschieden  | ausgeschieden | ausgeschieden                   | ausgeschieden          | 8      |
| _ Team Blau   | Chen Chih-yuan Jakub Trzebunia Caleb Chapman Ziya Efe Güçlü Hong Seung-woo Daniel Assavolyuk Joris Valčiukas Riley Langille Cater Hamill Konrad Kudeviita Simone Terraneo Oliver Thestrup Hansen Issa Otsuka   | _ Team Rot     | 11:18    | ausgeschieden  | ausgeschieden | ausgeschieden                   | ausgeschieden          | 8      |
| _ Team Braun  | Luka Banek Sai Lake Hugo Galvez Elvis Hsu Axel Ruski-Jones Marlon D’Acunto Erik Potšinok Evan Nauth Artur Seniut Matyáš Šapovaliv Milán Ivády Rastislav Eliáš Sebastian Aarsund                                | _ Team Schwarz | 13:11    | _ Team Rot     | 7:9           | Spiel um Bronze: _ Team Schwarz | 6:5                    | Bronze |
| _ Team Braun  | Luka Banek Sai Lake Hugo Galvez Elvis Hsu Axel Ruski-Jones Marlon D’Acunto Erik Potšinok Evan Nauth Artur Seniut Matyáš Šapovaliv Milán Ivády Rastislav Eliáš Sebastian Aarsund                                | _ Team Grün    | 6:8      | _ Team Rot     | 7:9           | Spiel um Bronze: _ Team Schwarz | 6:5                    | Bronze |
| _ Team Braun  | Luka Banek Sai Lake Hugo Galvez Elvis Hsu Axel Ruski-Jones Marlon D’Acunto Erik Potšinok Evan Nauth Artur Seniut Matyáš Šapovaliv Milán Ivády Rastislav Eliáš Sebastian Aarsund                                | _ Team Grau    | 16:6     | _ Team Rot     | 7:9           | Spiel um Bronze: _ Team Schwarz | 6:5                    | Bronze |
| _ Team Braun  | Luka Banek Sai Lake Hugo Galvez Elvis Hsu Axel Ruski-Jones Marlon D’Acunto Erik Potšinok Evan Nauth Artur Seniut Matyáš Šapovaliv Milán Ivády Rastislav Eliáš Sebastian Aarsund                                | _ Team Orange  | 14:10    | _ Team Rot     | 7:9           | Spiel um Bronze: _ Team Schwarz | 6:5                    | Bronze |
| _ Team Braun  | Luka Banek Sai Lake Hugo Galvez Elvis Hsu Axel Ruski-Jones Marlon D’Acunto Erik Potšinok Evan Nauth Artur Seniut Matyáš Šapovaliv Milán Ivády Rastislav Eliáš Sebastian Aarsund                                | _ Team Rot     | 5:11     | _ Team Rot     | 7:9           | Spiel um Bronze: _ Team Schwarz | 6:5                    | Bronze |
| _ Team Braun  | Luka Banek Sai Lake Hugo Galvez Elvis Hsu Axel Ruski-Jones Marlon D’Acunto Erik Potšinok Evan Nauth Artur Seniut Matyáš Šapovaliv Milán Ivády Rastislav Eliáš Sebastian Aarsund                                | _ Team Blau    | 14:2     | _ Team Rot     | 7:9           | Spiel um Bronze: _ Team Schwarz | 6:5                    | Bronze |
| _ Team Braun  | Luka Banek Sai Lake Hugo Galvez Elvis Hsu Axel Ruski-Jones Marlon D’Acunto Erik Potšinok Evan Nauth Artur Seniut Matyáš Šapovaliv Milán Ivády Rastislav Eliáš Sebastian Aarsund                                | _ Team Gelb    | 8:6      | _ Team Rot     | 7:9           | Spiel um Bronze: _ Team Schwarz | 6:5                    | Bronze |
| _ Team Orange | Matthew Hamnett Jakub Michalski Diego Rodríguez Tomoyoshi Yuki Nicolò Remolato Jack Lewis Kim Sang-yeob Jonas Dobnig Roman Kechter Márk Weidemann Leni Michellod Iwan Nowoschilow Jan Schostak                 | _ Team Rot     | 8:6      | ausgeschieden  | ausgeschieden | ausgeschieden                   | ausgeschieden          | 6      |
| _ Team Orange | Matthew Hamnett Jakub Michalski Diego Rodríguez Tomoyoshi Yuki Nicolò Remolato Jack Lewis Kim Sang-yeob Jonas Dobnig Roman Kechter Márk Weidemann Leni Michellod Iwan Nowoschilow Jan Schostak                 | _ Team Blau    | 12:1     | ausgeschieden  | ausgeschieden | ausgeschieden                   | ausgeschieden          | 6      |
| _ Team Orange | Matthew Hamnett Jakub Michalski Diego Rodríguez Tomoyoshi Yuki Nicolò Remolato Jack Lewis Kim Sang-yeob Jonas Dobnig Roman Kechter Márk Weidemann Leni Michellod Iwan Nowoschilow Jan Schostak                 | _ Team Gelb    | 4:9      | ausgeschieden  | ausgeschieden | ausgeschieden                   | ausgeschieden          | 6      |
| _ Team Orange | Matthew Hamnett Jakub Michalski Diego Rodríguez Tomoyoshi Yuki Nicolò Remolato Jack Lewis Kim Sang-yeob Jonas Dobnig Roman Kechter Márk Weidemann Leni Michellod Iwan Nowoschilow Jan Schostak                 | _ Team Braun   | 10:14    | ausgeschieden  | ausgeschieden | ausgeschieden                   | ausgeschieden          | 6      |
| _ Team Orange | Matthew Hamnett Jakub Michalski Diego Rodríguez Tomoyoshi Yuki Nicolò Remolato Jack Lewis Kim Sang-yeob Jonas Dobnig Roman Kechter Márk Weidemann Leni Michellod Iwan Nowoschilow Jan Schostak                 | _ Team Schwarz | 14:8     | ausgeschieden  | ausgeschieden | ausgeschieden                   | ausgeschieden          | 6      |
| _ Team Orange | Matthew Hamnett Jakub Michalski Diego Rodríguez Tomoyoshi Yuki Nicolò Remolato Jack Lewis Kim Sang-yeob Jonas Dobnig Roman Kechter Márk Weidemann Leni Michellod Iwan Nowoschilow Jan Schostak                 | _ Team Grün    | 6:8      | ausgeschieden  | ausgeschieden | ausgeschieden                   | ausgeschieden          | 6      |
| _ Team Orange | Matthew Hamnett Jakub Michalski Diego Rodríguez Tomoyoshi Yuki Nicolò Remolato Jack Lewis Kim Sang-yeob Jonas Dobnig Roman Kechter Márk Weidemann Leni Michellod Iwan Nowoschilow Jan Schostak                 | _ Team Grau    | 2:5      | ausgeschieden  | ausgeschieden | ausgeschieden                   | ausgeschieden          | 6      |
| Mädchen       | |                |          |                |               |                                 |                        |        |
| _ Team Braun  | Arwen Nylaander Julia Termens Nausikäa Clement Ximena González Riko Matsumoto Roos Karst Celine Mayer Alicja Sowa Barbora Bartáková Marja Linzbichler Tallulah Bryant Ivana Latková Daniella Lauritzen Pizarro | _ Team Schwarz | 13:11    | _ Team Schwarz | 7:11          | Spiel um Bronze: _ Team Blau    | 4:6                    | 4      |
| _ Team Braun  | Arwen Nylaander Julia Termens Nausikäa Clement Ximena González Riko Matsumoto Roos Karst Celine Mayer Alicja Sowa Barbora Bartáková Marja Linzbichler Tallulah Bryant Ivana Latková Daniella Lauritzen Pizarro | _ Team Grün    | 6:8      | _ Team Schwarz | 7:11          | Spiel um Bronze: _ Team Blau    | 4:6                    | 4      |
| _ Team Braun  | Arwen Nylaander Julia Termens Nausikäa Clement Ximena González Riko Matsumoto Roos Karst Celine Mayer Alicja Sowa Barbora Bartáková Marja Linzbichler Tallulah Bryant Ivana Latková Daniella Lauritzen Pizarro | _ Team Grau    | 16:6     | _ Team Schwarz | 7:11          | Spiel um Bronze: _ Team Blau    | 4:6                    | 4      |
| _ Team Braun  | Arwen Nylaander Julia Termens Nausikäa Clement Ximena González Riko Matsumoto Roos Karst Celine Mayer Alicja Sowa Barbora Bartáková Marja Linzbichler Tallulah Bryant Ivana Latková Daniella Lauritzen Pizarro | _ Team Orange  | 14:10    | _ Team Schwarz | 7:11          | Spiel um Bronze: _ Team Blau    | 4:6                    | 4      |
| _ Team Braun  | Arwen Nylaander Julia Termens Nausikäa Clement Ximena González Riko Matsumoto Roos Karst Celine Mayer Alicja Sowa Barbora Bartáková Marja Linzbichler Tallulah Bryant Ivana Latková Daniella Lauritzen Pizarro | _ Team Rot     | 5:11     | _ Team Schwarz | 7:11          | Spiel um Bronze: _ Team Blau    | 4:6                    | 4      |
| _ Team Braun  | Arwen Nylaander Julia Termens Nausikäa Clement Ximena González Riko Matsumoto Roos Karst Celine Mayer Alicja Sowa Barbora Bartáková Marja Linzbichler Tallulah Bryant Ivana Latková Daniella Lauritzen Pizarro | _ Team Blau    | 14:2     | _ Team Schwarz | 7:11          | Spiel um Bronze: _ Team Blau    | 4:6                    | 4      |
| _ Team Braun  | Arwen Nylaander Julia Termens Nausikäa Clement Ximena González Riko Matsumoto Roos Karst Celine Mayer Alicja Sowa Barbora Bartáková Marja Linzbichler Tallulah Bryant Ivana Latková Daniella Lauritzen Pizarro | _ Team Gelb    | 8:6      | _ Team Schwarz | 7:11          | Spiel um Bronze: _ Team Blau    | 4:6                    | 4      |
| _ Team Gelb   | Anke Steeno Eva Aizpurua Ludmilla Bourcet Elisa Innocenti Katya Blong Iris van Houten Zuzana Trnková Luisa Wilson Shin Seo-yoon Leonie Böttcher Nora Pollestad Nubya Aeschlimann Magdalena Luggin              | _ Team Grün    | 5:10     | _ Team Blau    | 7:5           | _ Team Schwarz                  | 6:1                    | Gold   |
| _ Team Gelb   | Anke Steeno Eva Aizpurua Ludmilla Bourcet Elisa Innocenti Katya Blong Iris van Houten Zuzana Trnková Luisa Wilson Shin Seo-yoon Leonie Böttcher Nora Pollestad Nubya Aeschlimann Magdalena Luggin              | _ Team Grau    | 8:11     | _ Team Blau    | 7:5           | _ Team Schwarz                  | 6:1                    | Gold   |
| _ Team Gelb   | Anke Steeno Eva Aizpurua Ludmilla Bourcet Elisa Innocenti Katya Blong Iris van Houten Zuzana Trnková Luisa Wilson Shin Seo-yoon Leonie Böttcher Nora Pollestad Nubya Aeschlimann Magdalena Luggin              | _ Team Orange  | 9:4      | _ Team Blau    | 7:5           | _ Team Schwarz                  | 6:1                    | Gold   |
| _ Team Gelb   | Anke Steeno Eva Aizpurua Ludmilla Bourcet Elisa Innocenti Katya Blong Iris van Houten Zuzana Trnková Luisa Wilson Shin Seo-yoon Leonie Böttcher Nora Pollestad Nubya Aeschlimann Magdalena Luggin              | _ Team Schwarz | 7:19     | _ Team Blau    | 7:5           | _ Team Schwarz                  | 6:1                    | Gold   |
| _ Team Gelb   | Anke Steeno Eva Aizpurua Ludmilla Bourcet Elisa Innocenti Katya Blong Iris van Houten Zuzana Trnková Luisa Wilson Shin Seo-yoon Leonie Böttcher Nora Pollestad Nubya Aeschlimann Magdalena Luggin              | _ Team Blau    | 13:8     | _ Team Blau    | 7:5           | _ Team Schwarz                  | 6:1                    | Gold   |
| _ Team Gelb   | Anke Steeno Eva Aizpurua Ludmilla Bourcet Elisa Innocenti Katya Blong Iris van Houten Zuzana Trnková Luisa Wilson Shin Seo-yoon Leonie Böttcher Nora Pollestad Nubya Aeschlimann Magdalena Luggin              | _ Team Rot     | 13:15    | _ Team Blau    | 7:5           | _ Team Schwarz                  | 6:1                    | Gold   |
| _ Team Gelb   | Anke Steeno Eva Aizpurua Ludmilla Bourcet Elisa Innocenti Katya Blong Iris van Houten Zuzana Trnková Luisa Wilson Shin Seo-yoon Leonie Böttcher Nora Pollestad Nubya Aeschlimann Magdalena Luggin              | _ Team Braun   | 6:8      | _ Team Blau    | 7:5           | _ Team Schwarz                  | 6:1                    | Gold   |

### Freestyle-Skiing
| Athleten        | Wettbewerbe | Qualifikation | Qualifikation | Finale        | Finale        | Rang   |
| Athleten        | Wettbewerbe | Punkte        | Rang          | Punkte        | Rang          | Rang   |
| --------------- | ----------- | ------------- | ------------- | ------------- | ------------- | ------ |
| Jungen          |             |               |               |               |               |        |
| Luca Harrington | Big Air     | 85,25         | 4             | 25,25         | 12            | 12     |
| Luca Harrington | Halfpipe    | 86,00         | 1             | 80,66         | 3             | Bronze |
| Luca Harrington | Slopestyle  | 68,33         | 8             | 67,33         | 10            | 10     |
| Max McDonald    | Big Air     | DNS           | DNS           | DNS           | DNS           | DNS    |
| Max McDonald    | Slopestyle  | 63,00         | 13            | ausgeschieden | ausgeschieden | 13     |
| Max McDonald    | Halfpipe    | 57,66         | 7             | 76,00         | 4             | 4      |
| Ben Barclay     | Big Air     | 68,50         | 15            | ausgeschieden | ausgeschieden | 15     |
| Ben Barclay     | Slopestyle  | 57,66         | 16            | ausgeschieden | ausgeschieden | 16     |
| Mädchen         |             |               |               |               |               |        |
| Ruby Andrews    | Big Air     | DNS           | DNS           | DNS           | DNS           | DNS    |
| Ruby Andrews    | Halfpipe    | 61,66         | 7             | 66,00         | 5             | 5      |
| Ruby Andrews    | Slopestyle  | DNS           | DNS           | DNS           | DNS           | DNS    |

### Rennrodeln
| Athlet                                              | Wettbewerb  | Lauf 1   | Lauf 1 | Lauf 2   | Lauf 2 | Gesamt       | Gesamt |
| Athlet                                              | Wettbewerb  | Zeit     | Rang   | Zeit     | Rang   | Zeit         | Rang   |
| --------------------------------------------------- | ----------- | -------- | ------ | -------- | ------ | ------------ | ------ |
| Jungen                                              |             |          |        |          |        |              |        |
| Hunter Burke                                        | Einsitzer   | 56,285 s | 21     | 55,744 s | 15     | 1:52,029 min | 18     |
| Mädchen                                             |             |          |        |          |        |              |        |
| Ella Cox                                            | Einsitzer   | 56,424 s | 17     | 56,171 s | 17     | 1:52,595 min | 18     |
| Mixed                                               |             |          |        |          |        |              |        |
| Ella Cox Hunter Burke Yang Shih-hsun / Yeh Meng-jhe | Teamstaffel | –        | –      | –        | –      | 3:00,945 min | 8      |

### Shorttrack
| Athlet                                                         | Wettbewerb  | Vorlauf      | Vorlauf | Viertelfinale | Viertelfinale | Halbfinale    | Halbfinale    | Finale        | Finale        | Rang   |
| Athlet                                                         | Wettbewerb  | Zeit         | Rang    | Zeit          | Rang          | Zeit          | Rang          | Zeit          | Rang          | Rang   |
| -------------------------------------------------------------- | ----------- | ------------ | ------- | ------------- | ------------- | ------------- | ------------- | ------------- | ------------- | ------ |
| Jungen                                                         |             |              |         |               |               |               |               |               |               |        |
| Ethan De Rose                                                  | 500 m       | 43,280 s     | 1       | 42,689 s      | 3             | ausgeschieden | ausgeschieden | ausgeschieden | ausgeschieden | 10     |
| Ethan De Rose                                                  | 1000 m      | 1:34,230 min | 1       | 1:31,751 min  | 2             | 1:33,167 min  | 4             | 1:31,751 min  | 7             | 7      |
| Mixed                                                          |             |              |         |               |               |               |               |               |               |        |
| Team A Olivia Weedon Seo Whi-min Thomas Nadalini Ethan De Rose | Teamstaffel | –            | –       | –             | –             | 4:15,427 min  | 2             | 4:16,115 min  | 3             | Bronze |

### Ski Alpin
| Athleten           | Wettbewerbe  | 1. Lauf     | 1. Lauf | 2. Lauf     | 2. Lauf | Gesamt      | Gesamt |
| Athleten           | Wettbewerbe  | Zeit        | Rang    | Zeit        | Rang    | Zeit        | Rang   |
| ------------------ | ------------ | ----------- | ------- | ----------- | ------- | ----------- | ------ |
| Jungen             |              |             |         |             |         |             |        |
| Harrison Messenger | Riesenslalom | DNF         | DNF     | DNF         | DNF     | DNF         | DNF    |
| Harrison Messenger | Slalom       | 1:07,08 min | 31      | DNF         | DNF     | DNF         | DNF    |
| Harrison Messenger | Super-G      | –           | –       | –           | –       | 57,59 s     | 34     |
| Harrison Messenger | Kombination  | 57,59 s     | 34      | 36,25 s     | 25      | 1:33,84 min | 23     |
| Mädchen            |              |             |         |             |         |             |        |
| Katie Crawford     | Riesenslalom | 1:12,58 min | 41      | 1:10,67 min | 30      | 2:23,25 min | 30     |
| Katie Crawford     | Slalom       | 1:00,56 min | 38      | 51,50 s     | 28      | 1:52,06 min | 31     |

### Skilanglauf
| Athleten        | Wettbewerbe     | Qualifikation | Qualifikation | Viertelfinale | Viertelfinale | Halbfinale    | Halbfinale    | Finale        | Finale        | Rang |
| Athleten        | Wettbewerbe     | Zeit          | Rang          | Zeit          | Rang          | Zeit          | Rang          | Zeit          | Rang          | Rang |
| --------------- | --------------- | ------------- | ------------- | ------------- | ------------- | ------------- | ------------- | ------------- | ------------- | ---- |
| Jungen          |                 |               |               |               |               |               |               |               |               |      |
| Campbell Wright | 10 km klassisch | –             | –             | –             | –             | –             | –             | 29:17,0 min   | 32            | 32   |
| Campbell Wright | Sprint Freistil | 3:23,22 min   | 18            | 3:28,49 min   | 5             | ausgeschieden | ausgeschieden | ausgeschieden | ausgeschieden | 22   |
| Campbell Wright | Langlauf-Cross  | 4:35,44 min   | 26            | –             | –             | 4:28,65 min   | 8             | ausgeschieden | ausgeschieden | 23   |

### Snowboard
| Athleten        | Wettbewerbe | Qualifikation | Qualifikation | Finale | Finale | Rang |
| Athleten        | Wettbewerbe | Punkte        | Rang          | Punkte | Rang   | Rang |
| --------------- | ----------- | ------------- | ------------- | ------ | ------ | ---- |
| Jungen          |             |               |               |        |        |      |
| Davern Mitchell | Big Air     | 85,25         | 3             | 174,75 | 5      | 5    |
| Davern Mitchell | Slopestyle  | 50,00         | 12            | 24,33  | 10     | 10   |